# Simulium putre
Simulium putre es una especie de insecto del género Simulium, familia Simuliidae, orden Diptera.
Fue descrita científicamente por Coscaron & Matta, 1982.